# Abel Balbo
Abel Eduardo Balbo (født 1. juni 1966 i Villa Constitución, Argentina) er en tidligere argentinsk fodboldspiller og nuværende træner, der spillede som angriber hos flere klubber i Argentina og Europa, samt for Argentinas landshold. Af hans klubber kan blandt andet nævnes River Plate og Boca Juniors i hjemlandet samt italienske Udinese og Roma.

## Landshold
Balbo spillede i årene mellem 1989 og 1998 37 kampe for Argentinas landshold, hvori han scorede elleve mål. Han repræsenterede sit land ved både VM i 1990, VM i 1994 og VM i 1998, samt ved Copa América i 1989 og 1995.